# طه راشد
طه راشد (1955 - 7 أغسطس 2020) هو ملحن مصري، عمل بالإمارات والسعودية والأردن في تلحين العديد من الأعمال الفنية بهم.

## حياته ونشأته
ولد طه سنة 1955 بالإسكندرية من أسرة فنيه عريقه، كان والده عازف كلارنيت، ووالداتها أردنية، وأبناءه أحمد مهندس كومبيوتر، وعبد الحليم مغني تخرج من المعهد العالى للموسيقي العربية  وصاحب شركة إنتاج وتوزيع موسيقية، وعلاء الدين ممثل وقد تخرج من كلية التجارة بالقاهرة، وشارك في أكثر من عمل فنى آخرها مسلسل الجامعة، وعبير خريجة كلية الفنون التطبيقية.

## مسيرته[1]

### أهم الأعمال خارجمصر

#### الأردن
- التدريس بمركز الأميرة هيا الثقافي نجلة الملك حسين.
- تدريس الموسيقى وتأسيس فريق الكورال والموسيقى في معظم مدارس المملكة الأردنية (مدارس خاصة، مدارس أميرية، مدارس وكالة الغوث الدولية).

في المسرح الأردني
1. مسرحية «درس في الصداقة»_ إخراج/ نعيم حدادين (دائرة الثقافة والفنون).
2. مسرحية «حارتنا»_ إخراج/ نعيم حدادين (دائرة الثقافة والفنون).
3. مسرحية«الأسد المغرور»_ إخراج/ عايد علقم (عروض مسرحية).
4. مسرحية«الأميرة والبصلة المسحورة»_ إخراج/ نبيل صوالحة (مركز هيا الثقافي).
5. مسرحية «موطن الشجرة»_ إخراج/ نبيل صوالحة (مركز هيا الثقافي).
6. مسرحية«ليالي شهر زاد»_ إخراج/ اكرم أبو الراغب (دار الأوبرا الأردنية).
7. مسرحية«ليلى والذئب»_ إخراج/ اكرم أبو الراغب لمسرح الطفل الأردني (المركز الثقافي الملكي).

مهرجانات
1. عروض أطفال مركز هيا في مهرجان جرش في كل عام خلال التواجد في الأردن.

التلفزيون الأردني
1. سهرات تلفزيونية أهمها«حب وكبرياء» تمثيل سهر فهد وروحي الصفدي إنتاج/ أسماء الخوري.
2. تلحين الكثير من الأعمال الخاصة بالمناهج التعليمية والتي تذاع للان بتلفزيون الأردن أهمها

«التلفزيون التربوي» التابع لوزارة.
1. الحان للمطرب إسماعيل خضر.
2. الحان للمطرب زياد مصطفى.
3. الحان للمطربة رويدا العاص.
4. الحان للمطرب سمير الصفدي (فرقة التايجرز الأردنية).
5. الحان للمطرب حسن رمزي _ إلى جانب أذاعتها بإذاعة وبتلفزيون عجمان.
6. الحان للمطرب ربحي رباح _ نشرت في جميع الدول العربية.
7. الحان للمطرب سمير مجدي _ صور بعضها لدول الخليج.

المؤلفات في الأردن
- كتاب أناشيد للأطفال يضم أكثر من 30 عمل + النوتة لكل عمل (وطني، ديني، تربوي)

إلى جانب نظرية الموسيقى بطريقة سهلة.

#### الإمارات
في تلفزيون دبى:
مسلسل «الغابة السعيدة» (أطفال) بطولة عبد الرحمن أبو زهرة وأحمد راتب وعبد الغفار عودة ومي عبد النبي إخراج/ محمود حنفي.

### أهم الأعمال داخلمصر
المسرح
1. ألحان مسرحية «دقي يا مزيكا» تأليف وحيد غازي بطولة نجم الكرة السابق جمال عبد الحميد، وفاء مكي، ونوال أبو الفتوح، ومحمد الشويحي، وهانم محمد، والمطرب مجدي الشربيني، إخراج حسام الدين صلاح بالإسكندرية موسم 1994(مسرح إسماعيل ياسين).
2. مشاركة في بعض الألحان في مسرحية «عيال تجنن» بطولة علي الحجار ونهلة سلامة إخراج/ فيصل عزب بالإسكندرية موسم 1994 (مسرح سينما ريو).
3. مسرحية«أبو الفوارس عنترة» بمسرح الدولة (مسرح الشباب) بطولة عبده الوزير إخراج/ حسام الدين صلاح.
4. مسرحية«ملاعيب شمشوم» فرقة السويس المسرحية إخراج /حسام الدين صلاح.
5. مسرحية «ملك الزبالين» للثقافة الجماهيرية إخراج محمد الخولي.
6. موسيقى تصويرية للمسرحية العالمية «الرجل الأحزن» فرقة أرمنت المسرحية (الثقافة الجماهيرية).
7. مسرحية «الحالة 2000» فرقة السويس القومية المسرحية تأليف/ وليد يوسف إخراج /حسام الدين صلاح عام 2001.
8. مسرحية «عودة الأميرة» إخراج /عادل درويش مسرح الروضة.
9. مسرحية «التت في الإنترنت» بطولة فريدة سيف النصر ومادلين طبر ثم نهلة سلامة وعبد الله محمود إخراج/ حسام الدين صلاح 2001.
10. مسرحية «كفر العجايب» بطولة فاروق نجيب وعمرو محمد علي، إخراج/محمود فوزي إشراف المخرج/ محمود أبو جليلة.
11. مسرحية «صميدة سلق البيضة» بطولة احمد صيام وحنان سليمان إخراج/ أيمن عبيس.
12. مسرحية «بلح زغلول» توزيع موسيقي إخراج د.هناء سعد الدين.
13. مسرحية «حلق حوش» تأليف أغاني فريد طه إخراج/ حسام الشربيني (مسرح العرائس).
14. مسرحية«أحلام الأقزام» بطولة وإخراج /ضياء الميرغني
15. مسرحية «بياع العرايس» بطولة يوسف داوود باقة من النجوم وغناء ميرنا وليد إخراج اشرف فاروق عرضت على مسرح فيصل ندا.
16. مسرحية «دنيا السيرك» بطولة حنان سليمان وباقة من النجوم إخراج أشرف فاروق عرضت على مسرح ساقية الصاوى.
17. مسرحية «ليلة القدر» تاليف وأشعار سيد سلامة إخراج عادل بركات تابعه لوزارة الثقافة.
18. مسرحية «الاميره المسحوره» تأليف يس الضوى وإخراج محمد الشبراوى لوزارة الثقافة.
19. مسرحية «الشحاتين» تاليف عزت عبد الوهاب وإخراج محمد الشبراوى.
20. مسرحية «رادوبي الجميلة» تاليف أحمد زحام أشعار حمدى عيد وإخراج محمد الشبراوى.
21. مسرحية «الحب والسيف» تأليف عبدالعزيزعبدالظاهر وإخراج محمد الشبراوى.
22. مسرحية «مدينة السكر» إخراج عادل بركات.
23. مسرحية «ماسك الهوا باديه» تاليف واشعار واغانى حمدى عيد وإخراج مجدى عبيد

التلفزيون المصري
1. أغنية «فتاة مصرية» غناء نادية مصطفى بتكليف من المركز القومي للمرأة تم تصويرها للتلفزيون أشعار / طلعت هاشم إخراج/ جلال شاهين.
2. أغنية«اسمك رفعته بأيد» احتفالات أكتوبر1999 غناء احمد إبراهيم توزيع الموسيقار هاني مهنى.
3. أغنية «معجزة القرن العشرين» احتفالات أكتوبر2000 أشعار / عمر المصري غناء محمد الحلو إخراج/مجدي لاشين.
4. أوبريت «ليلى في الغابة» بطولة احمد نبيل وميرنا المهندس التأليف طلعت هاشم ويشمل أكثر من 25 لوحة غنائيه لاحتفالات أعياد الطفولة 2000، إخراج تلفزيوني/ عبد الرحيم محمد، إخراج مسرحي/ د.محمد أبو الخير إشراف/ الإعلامية سامية شرابي عرضت على مسرح التلفزيون.
5. الأدعية الرمضانية (30 دعاء)، أداء د. صلاح الجمل عام 2000 أشعار / محمد التهامى إخراج/ جلال شاهين.
6. تتر وموسيقى تصويرية الفيلم التسجيلي «عباد الرحمن» تأليف هناء عمرو إخراج/أسامة الكرداوي _ قطاع الإنتاج.

الأذاعة
1. برنامج «لوكنت مسحراتي» إعداد وتقديم علي النجار (إذاعة البرنامج العام).
2. سهرة «والله زمان» إعداد وتقديم سناء عاصم (إذاعة البرنامج العام).
3. برنامج «على باب الوزير» إعداد وتقديم علي النجار (إذاعة البرنامج العام).
4. برنامج «ثلاثة ناقص واحد» إعداد وتقديم علي النجار (إذاعة البرنامج العام).
5. برنامج «جعلوني مبدعا» إعداد وتقديم علي النجار (إذاعة البرنامج العام).
6. فوازير «لغتي ونحوي»(إذاعة القاهرة الكبرى 2002).
7. فوازير «المسحراتي»(إذاعة القاهرة الكبرى 2002).
8. برنامج «أيام لها تاريخ»(إذاعة القاهرة الكبرى 2002).
9. برنامج «ضيوفي من الشباب» تقديم سناء عاصم (إذاعة البرنامج العام 2003).
10. برنامج «اللي على البر شاعر» إعداد وتقديم علي النجار (إذاعة البرنامج العام).

الأعمال بتلفزيون القناة الخامسة
1. موسيقى «الاستراحة».
2. موسيقى برنامج «المفطراتي».
3. موسيقى برنامج «عمرك كام حكاية».
4. موسيقى «فوازير الشاطئ».

- قام الموسيقار طه راشد بتجربه مميزة اخري على المستوى الدينى للقنوات الفضائية الدينية وغيرها حيث قام بتلحين وتوزيع اوبريت (أبناءعائشه). تأليف محمد بكر والأداء ل حسن بدر والطفل المعجزةيسري حسن ورامى حسن
- على نطاق آخر قام الموسيقار طه راشد بتلحين ترنيمة عيد الميلاد المجيد في كاتدرائيات وكنائس مصر وذالك كأول مسلم يقوم بذلك. مما يؤكد على عمق التواصل والترابط بين عنصري مصر الأساسيين المسلمين والمسيحيين. قام بالأداء الطفلة هايدى خالد وتوزيع د. أحمد عبود
- ملحن معتمد بالإذاعة والتلفزيون المصري.
- عضو عامل بنقابة المهن الموسيقية شعبة (تلحين) موسيقات القوات المسلحة (المسرح العسكري البحري).

### أخري
- قدم في مهرجان أطفال مصر اوبريت «رسالة حب وسلام» إلى كل العالم برعاية وزارة الثقافة. الهيئة العامة لقصور الثقافة. أشعار عادل عبد الرحمن وإخراج عادل بركات. قدمت فيه أطفال مصر استعراضات مبهره جابت شوارع القاهرة 2005.

## جوائز
1. المشاركة في مهرجان الأغنية الأردنية بأطفال مركز هيا والحصول على درع المهرجان عام 1986.
2. «بعزأيكا» فرقة النصر للفنون الشعبية _ مركز أول جمهورية 97/1999 تأليف محمد الصواف إخراج/ صفوت حجازي.
3. «القدس» فرقة النصر للفنون الشعبية _ مركز أول جمهورية 98/1999 تأليف محمد الصواف إخراج/ صفوت حجازي.
4. مسرحية«شايلوك يا هو» النصر للسيارات_ مركز أول جمهورية 97/1998 إخراج/ فهمي الخولي.
5. أغنية «المستقبل» المركز الثالث على العالم (مهرجان النيل الدولي الثاني للطفل 1999) أشعار / طلعت هاشم غناء الطفلة سارة حسين_إنتاج التلفزيون المصري (أطفال)إشراف الأعلامية سامية شرابي.
6. أغنية «سيمفونية حب» فازت بالتصفيات الأولى (مهرجان النيل الدولي الثالث للطفل 2001)أشعار / طلعت هاشم غناء الطفلة سهر الصايغ _ إنتاج التلفزيون المصري (أطفال) إشراف الإعلامية سامية شرابي.